# Michael Brunnock
Michael Brunnock (1º settembre 1964) è un musicista irlandese.
Michael Brunnock è un compositore e cantante irlandese nato il 1 settembre 1964. È conosciuto per aver fatto parte dei gruppi irlandesi Little Palace e dei The Van Winkles e per la collaborazione al progetto Dead Can Dance di Brendan Perry. Dopo il trasferimento a New York, Brunnock si guadagna il favore della critica come artista singolo con i suoi lavori insieme al  produttore discografico Pat Dillett ed anche con i The Ceasars, insieme ai quali firma per il film Noi 4 (2014) la canzone originale Peaches and Cream.
Negli Stati Uniti d'America ha pubblicato hit da artista singolo come "Fallen Leaves" nel suo album So I do del 2007. È stato in varie tournée intorno al mondo durante le quali ha suonato insieme a diversi artisti locali famosi. Nel 2012,  insieme a David Byrne e Will Oldman, ha vinto il Premio David di Donatello 2012 per la Migliore canzone originale per la sua esecuzione di "If it falls it falls" nel film This Must Be the Place di Paolo Sorrentino.

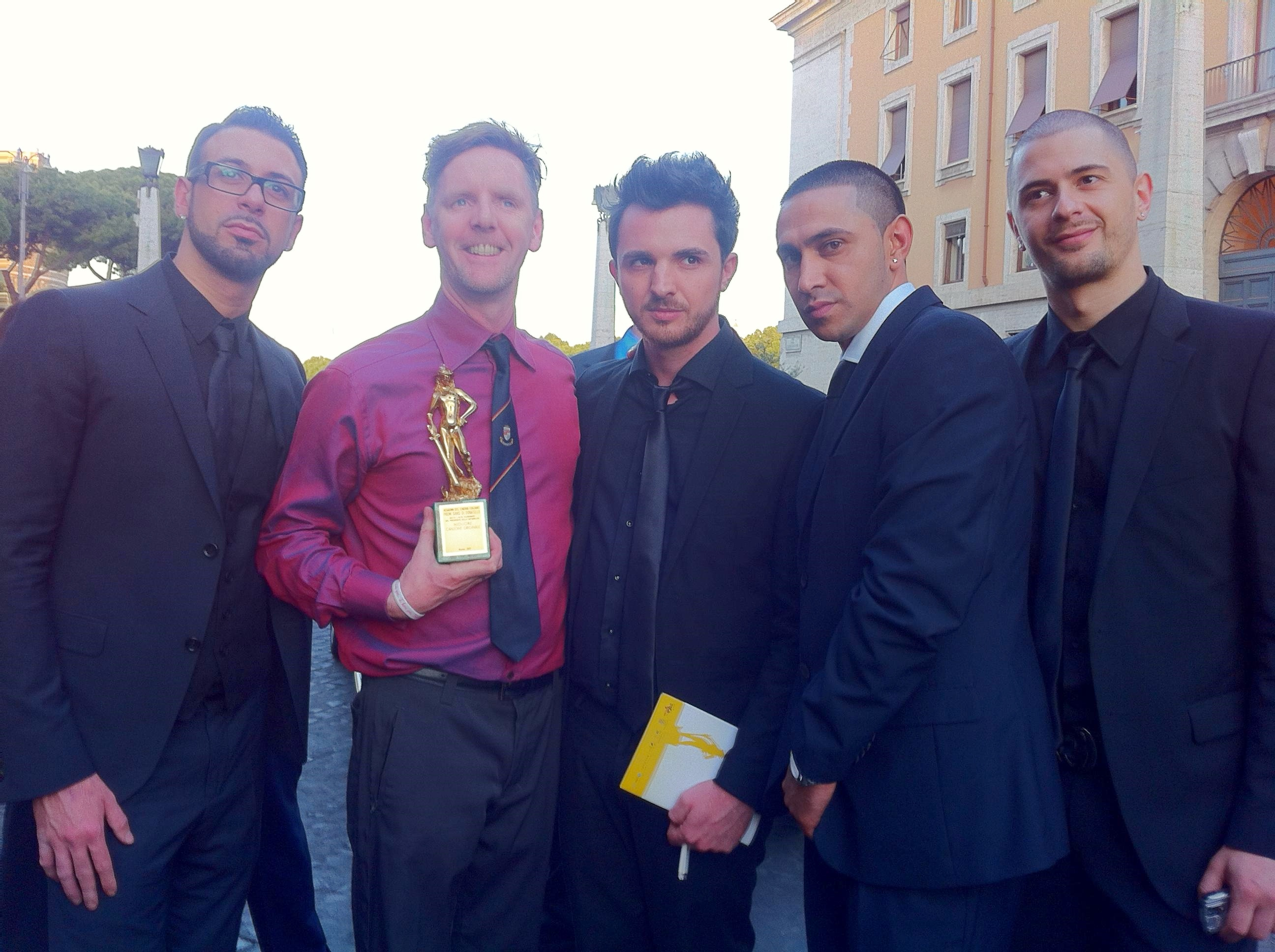
Michael Brunnock (secondo da sinistra) dopo la consegna del David di Donatello 2012 per la Migliore canzone originale insieme ai produttori The Ceasars e al rapper Amir

## Discografia

### So I do
- Fallen Leaves
- Man Overboard
- Shine
- Give
- Mis-underestimation
- Little Boy Blue
- Dance to the wind
- Born Again
- Niagara Falls
- Breast Plate
- Words
- Secret

### The Orchard
- Circle
- Soft White and Indigo
- Man Overboard
- The Orchard
- Untouchable
- Song of the Lark
- Change
- Every Step
- Wine
- Hansel
- Game Changer
- Sensation
- Down by the Araglin

### Live in New York
- Fallen Leaves
- Shine
- Give
- Misunderestimation
- Breastplate
- Dance to the Wind
- Niagara Falls
- Sensation [feat. Moe Holmes]
- Born Again
- Exit Strategy
- Wounded Knee
- Words

### 2013
- Red Line - (Michael Brunnock and The Ceasars)[2],

### 2014
- Peaches and Cream - (Michael Brunnock and The Ceasars)YouTube

### 2016
- The Landing
- The Ghost of Roger Casement